# Lâu đài Lukov

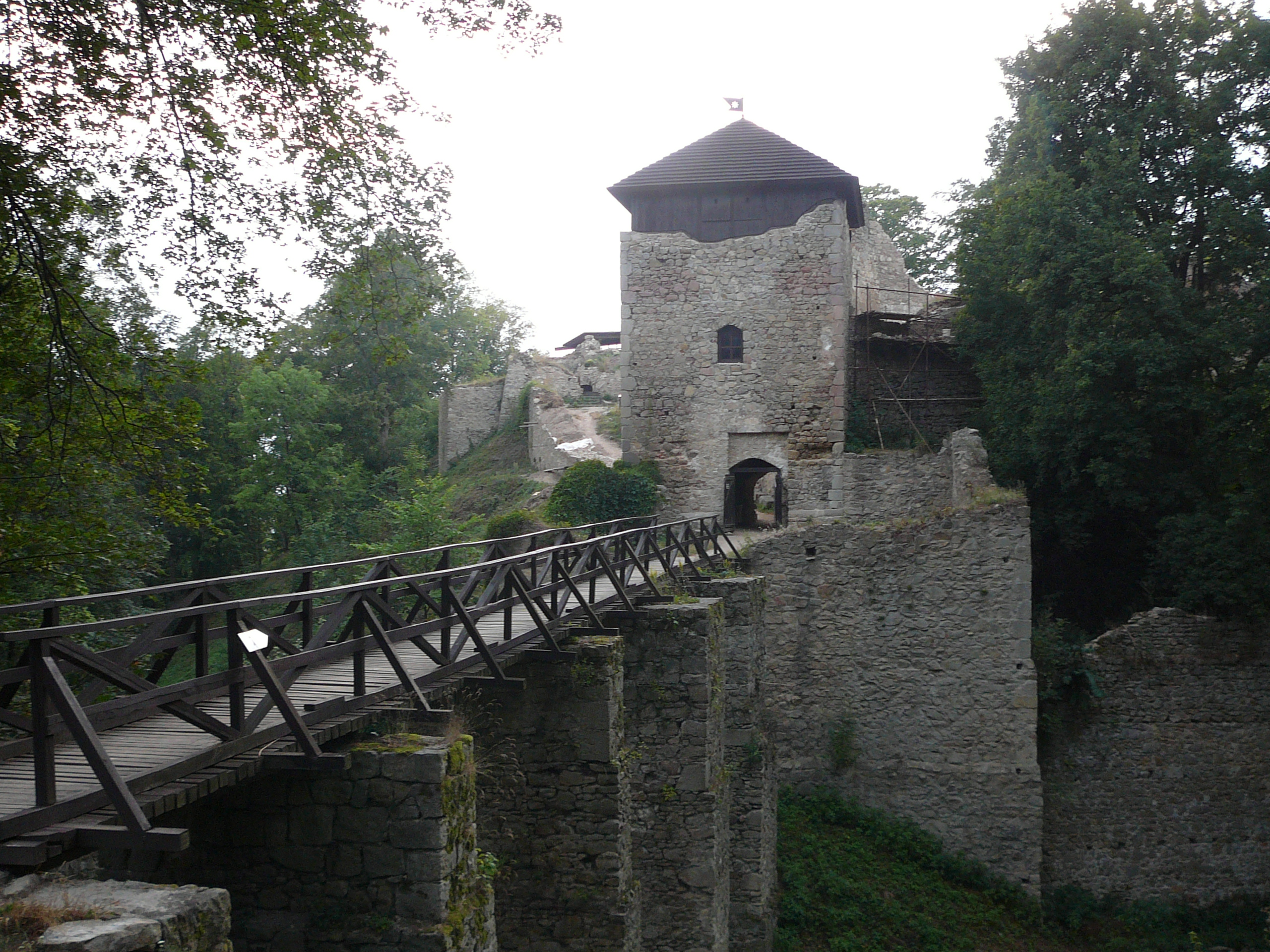
Cổng chính Lâu đài Lukov

Lâu đài Lukov là tàn tích của một lâu đài hoàng gia mang kiến trúc Gothic nằm ở phía tây nam của Hostýnské Vrchy, gần Zlín, Cộng hòa Séc. Đây cũng là một trong những lâu đài Morava rộng lớn và lâu đời nhất.

## Lịch sử
Lâu đài xuất hiện trong các văn bản ghi chép vào năm 1332 dưới thời vua John the Blind. Tuy nhiên, một số tài liệu chỉ ra rằng lâu đài xây dựng bởi một vị vua người Séc vào nửa đầu của thế kỉ 13 và xuất hiện trong hiến chương của Constance từ Hungary vào năm 1235.
Người quản lý lâu đài muốn xây dựng nhà nguyện mang nét nghệ thuật La Mã cùng với hình thể của kiến trúc Gothic.
Vào năm 1469, Matthias Corvinus dùng vũ trang chiếm đoạt lâu đài. Sau đó, lần lượt nhà Sternbergs và Lãnh chúa của Kun claimedtát sở hữu lâu đài. Đến năm 1547, lâu đài bước vào công cuộc tái thiết toàn bộ trở thành một pháo đài thời Phục hưng và rơi vào tay Lãnh chúa của Landek. Sau khi Lukrécie Nekeš của Landek qua đời vào năm 1614, chồng bà là nhà lãnh đạo quân sự và chính trị gia Albrecht von Wallenstein nắm quyền cai quản lâu đài. Trong Chiến tranh Ba mươi năm, người Valach nổi loạn chiếm lấy lâu đài và biến nó thành căn cứ của họ cho đến cuộc chiến thất bại vào tháng 10 năm 1627. Năm 1624, Albrecht von Wallenstein bán lâu đài cho Štěpán Šmíd của Freyhofen và sau đó rơi vào tay người Thụy Điển vào năm 1643. Khi người Thuỵ Điển rời đi, họ phá huỷ tường thành phòng hộ của nơi này khiến lâu đài bị tàn phá nặng nề. Vào cuối thế kỷ 18, lâu đài bị bỏ hoang hoàn toàn và dần trở thành một đống đổ nát.

## Hiện tại
Năm 1983, lâu đài nằm trong số di tích trùng tu lại.

## Một số hình ảnh

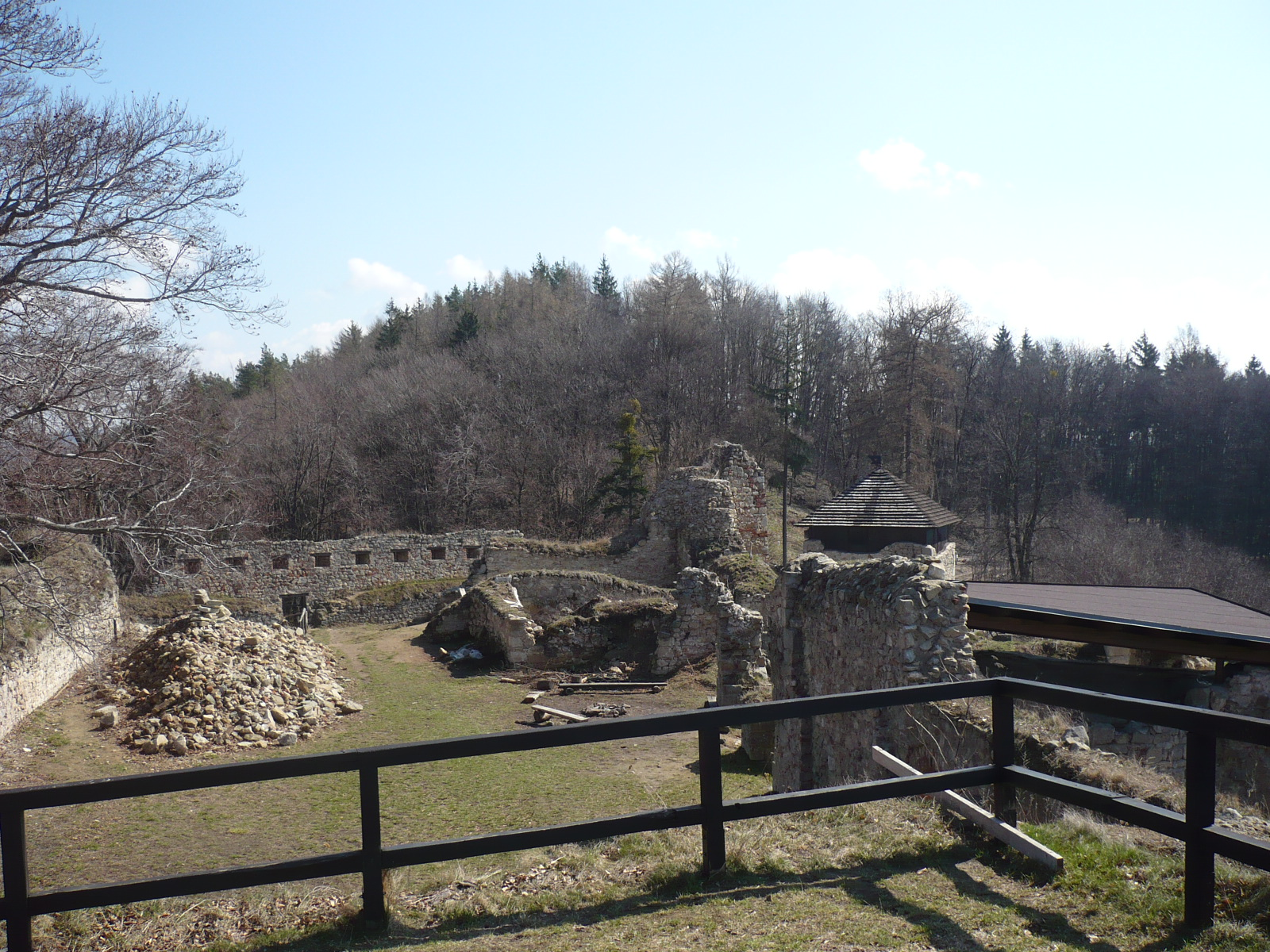
Sân bên trong
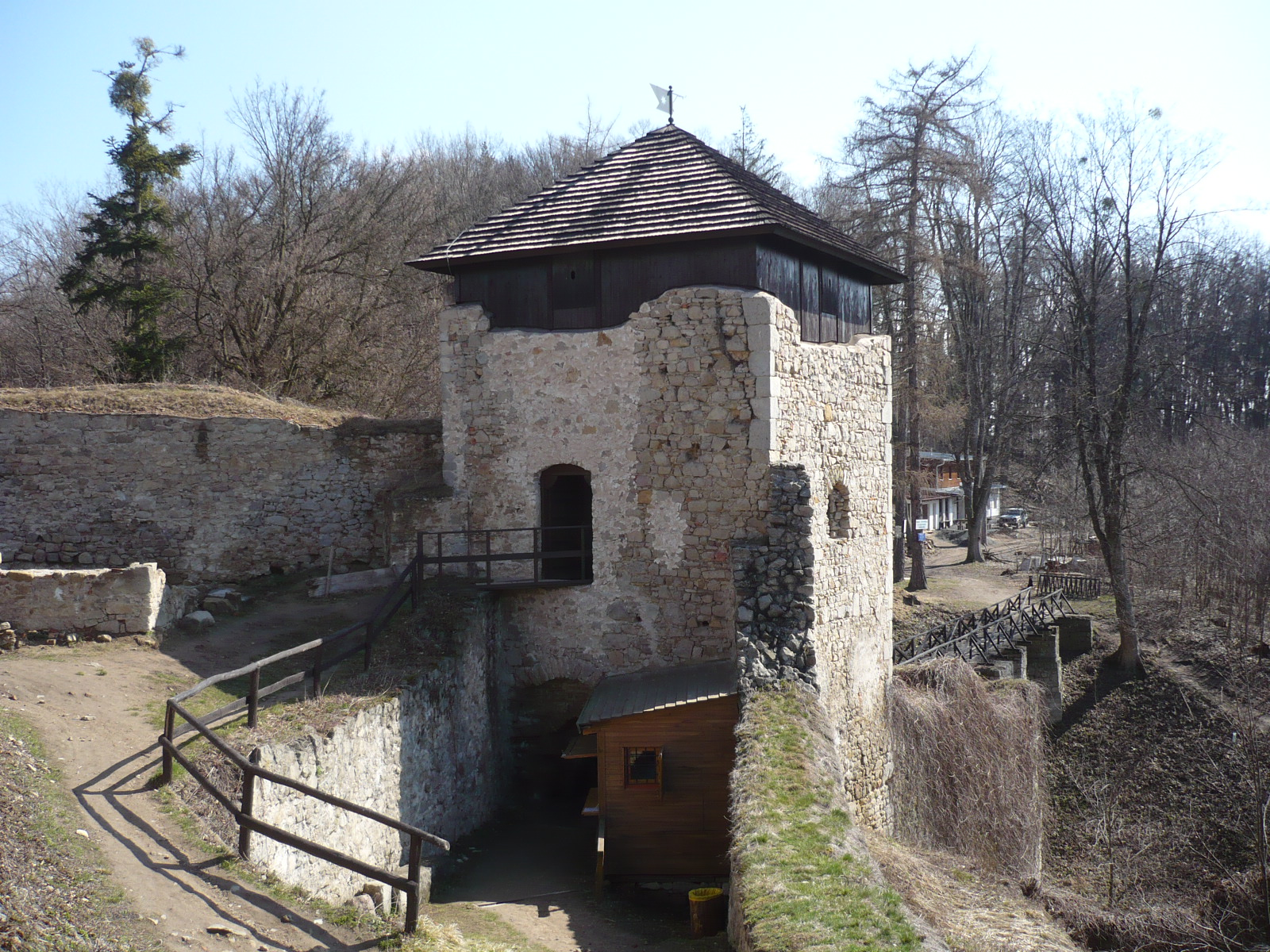
Cổng chính từ bên trong
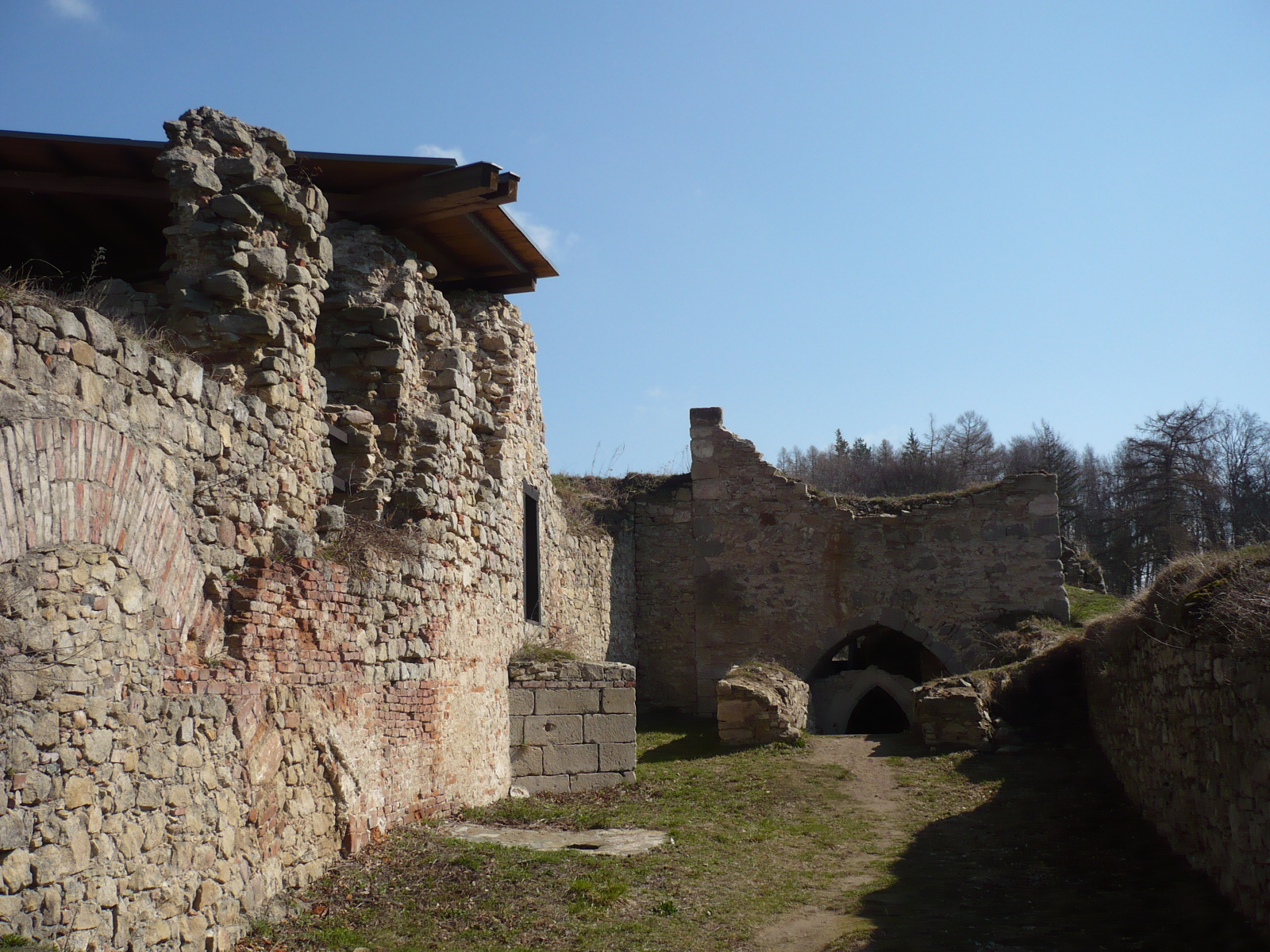
Cổng Gothic